# کارینه یغیازاریان
کارینه یغیازاریان (ارمنی: Կարինե Եղիազարյան؛ انگلیسی: Karine Yeghiazaryan ۲۷ دسامبر ۱۹۷۰) تاریخ‌نگار اهل ارمنستان است.

## زندگی‌نامه
وی در ۲۷ دسامبر ۱۹۷۰ در ایروان به دنیا آمد و از دانشگاه دولتی ایروان فارغ‌التحصیل گشت. وی در دانشگاه دولتی ایروان فعالیت کرده است. وی به زبان‌های زبان ارمنی، زبان روسی و زبان انگلیسی تسلط دارد.

## یادداشت
1. ↑  պատմական գիտությունների թեկնածու